# Matrimoni homosexual a Espanya
El matrimoni homosexual a Espanya va ser legalitzat l'any 2005 després d'una campanya que també incloïa l'adopció homoparental, iniciada l'any 2004 pel govern socialista (PSOE) dirigit per José Luis Rodríguez Zapatero, qui havia guanyat les eleccions poc abans. Després de molt debat, la llei que permetia el matrimoni homosexual va ser aprovada per les Corts Generals d'Espanya el 30 de juny de 2005 i publicada el 2 de juliol del mateix any. El matrimoni entre persones del mateix sexe es legalitzava el 3 de juliol de 2005, convertint-se en el tercer estat al món en fer-ho, després dels Països Baixos i Bèlgica i 17 dies abans que el Canadà.
La ratificació de la llei no va estar absent de conflicte, tot i el suport del 66% de la població. Les autoritats de l'Església Catòlica s'hi van oposar rotundament, criticant el que consideraven el debilitament del sentit del matrimoni. Altres associacions van expressar la seva preocupació per la possibilitat que les lesbianes i els gais poguessin adoptar nens. Les manifestacions a favor i en contra van congregar milers de persones de totes les parts d'Espanya. Després de l'aprovació, el Partit Popular va desafiar la llei portant-la al Tribunal Constitucional.
Unes 4.500 parelles homosexuals es van casar a Espanya durant el primer any de vigència de la llei. Poc després de l'aprovació de la llei, van sorgir dubtes sobre la situació legal dels matrimonis amb persones de països que no permeten el matrimoni homosexual. El Ministeri de Justícia va determinar que la llei de matrimonis homosexual permet a ciutadans espanyols contraure matrimoni amb ciutadans d'altres nacionalitats independentment de si al seu país d'origen es reconeix aquesta associació. Almenys un dels membres de la parella ha de ser ciutadà espanyol per poder casar-se; així doncs, també es reconeix el matrimoni entre dos ciutadans estrangers amb residència legal a Espanya.
Les eleccions generals espanyoles de 2011 van donar la victòria al centre-dretà Partit Popular el líder del qual, Mariano Rajoy, digué que s'oposava al matrimoni homosexual, però que la decisió sobre si mantenir o revocar la llei es faria després de la resolució del Tribunal Constitucional. Aquesta resolució va arribar el 6 de novembre de 2012 certificant la constitucionalitat de la llei.

## Història
Durant la dècada de 1990 i principis de 2000, diverses Comunitats Autònomes havien aprovat legislacions pròpies sobre parelles de fet, que permetien a les parelles de qualsevol sexe registrar la seva unió i obtenir alguns beneficis administratius. Fins al 2004 s'havien creat registres en 11 de les 17 Comunitats Autònomes: Catalunya (1998), Aragó (1999), Navarra (2000), País Valencià (2001), Illes Balears (2001), Comunitat de Madrid (2001), Astúries (2002), Andalusia (2002), Extremadura (2003), País Basc (2003) i les Illes Canàries (2003). La legislació espanyola ja permetia a persones solteres adoptar nens, i era d'aquesta forma com les parelles homosexuals podien adoptar de facto, però la parella no n'era pare legal i no tenia cap dret si la relació s'acabava o el pare legal moria. La competència en la regulació del matrimoni rau en l'estat segons la Constitució Espanyola de 1978 i, per aquesta raó, la legislació autonòmica no podia atorgar estatus de matrimoni als seus registres.
Els primers moviments en defensa del matrimoni homosexual a Espanya i Catalunya van començar el 1987 amb el cas de Josep Teixidó i Jesús Lozano, van ser la primera parella homosexual en sol·licitar al jutjat de Vic (Barcelona) el permís corresponent per contraure matrimoni. Malgrat que ni el Codi Civil ni la Constitució de l'època tenien articles que prohibissin expressament el matrimoni entre persones del  mateix sexe, se’ls va denegar la petició de matrimoni presentada. La sentencia establia que «en les distintes redaccions del codi civil, de la llei del Registre Civil i del seu reglament és tan obvi que el matrimoni el componen un home i una dona que ni els Cossos Legals, ni la jurisprudència de la Direcció General dels Registres i del Notariat, s'han ocupat de concretar que els matrimonis s'han de celebrar entre persones de diferents sexe i, al contrari, de matisar la prohibició de possibles matrimonis entre persones del mateix sexe».
El 30 de juny de 2004, el llavors Ministre de Justícia Juan Fernando López Aguilar va anunciar que el Congrés dels Diputats havia aprovat una proposició de llei per estendre el dret del matrimoni als homosexuals. Es compliria així una promesa feta pel President José Luis Rodríguez Zapatero durant la presa de possessió de la presidència espanyola. López Aguilar també anunciava dues proposicions de llei més, introduïdes pel partit català, Convergència i Unió: la primera donava estatus legal a les parelles de fet, tant heterosexuals com homosexuals, i una segona llei que permetia a les persones transsexuals canviar legalment el seu nom sense la necessitat de sotmetre's prèviament a cirurgia.
El projecte de llei va ser aprovat pel Consell de Ministres l'1 d'octubre de 2004 i va ser enviat al Congrés el 31 de desembre. El Consell d'Estat, el Consell General del Poder Judicial i la Reial Acadèmica de Jurisprudència i Legislació van emetre dictàmens i informes en els quals reconeixien la discriminació a les persones homosexuals, però suggerien una regulació diferent a la del matrimoni. Tot i això, el projecte va aprovar-se al Congrés el 21 d'abril de 2005. Però va ser rebutjat pel Senat el 22 de juny de 2005 on l'oposició, el Partit Popular, tenia una majoria d'escons. El projecte de llei va retornar a la cambra baixa, que va aixecar el veto del Senat amb l'aprovació del projecte el 30 de juny de 2005 amb 187 vots a favor, 147 vots en contra i 4 abstencions.

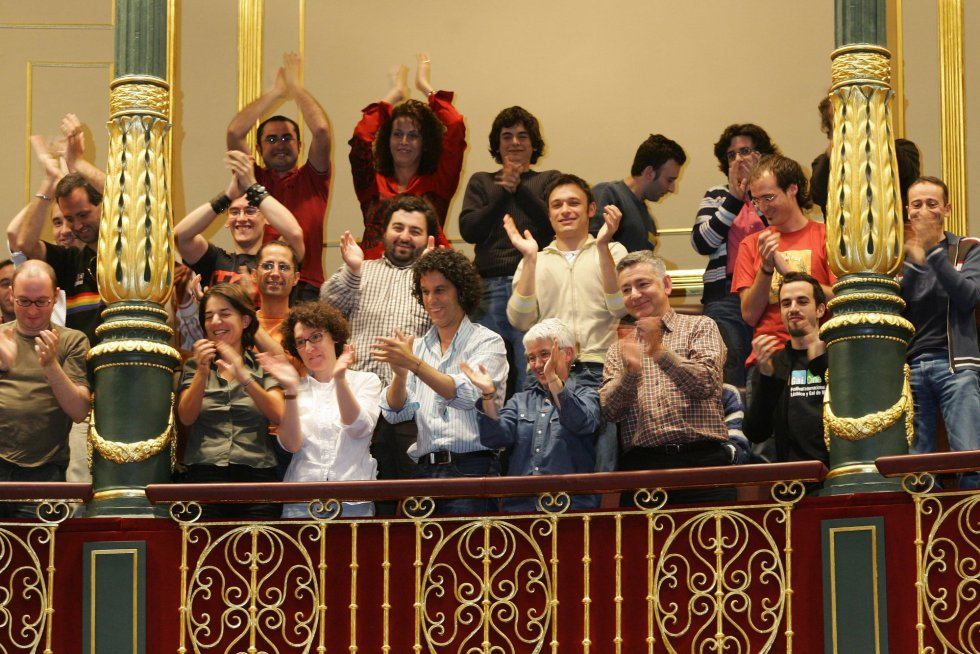
Celebració al Congrés el dia de l'aprovació de la llei.

Amb l'aprovació final i la promulgació de la llei el 2 de juliol de 2005, Espanya es va convertir en el tercer país del món en legalitzar oficialment els matrimonis del mateix sexe a tot el país, després dels Països Baixos i Bèlgica.
El primer casament homosexual es va dur a terme vuit dies després de l'aprovació de la llei, i es va celebrar a la sala del consell de la localitat madrilenya de Tres Cantos entre Emilio Menéndez i Carlos Baturin. El primer matrimoni entre dues dones va tenir lloc a Barcelona onze dies més tard.
Tot i aquestes passes cap a l'igualitarisme, es va mantenir un defecte legal: si els nens havien nascut dins d'un matrimoni entre lesbianes, la mare no biològica no era considerada legalment com a mare, i encara havia de sotmetre's a un llarg procés d'adopció. Aquest dret era garantit en parelles heterosexuals (casades o no), quan un padrastre declarava que els nens de la seva dona també ho fossin d'ell, sense passar per cap més procés. El 7 de novembre de 2006, el govern va esmenar la llei sobre la reproducció assistida, permetent a la mare no biològica ser considerada com un dels pares.

### Ratificació de la Llei 13/2005
El projecte de llei anunciat el 30 de juny de 2004 pel Ministre de Justícia va ser estudiat pel Consell General del Poder Judicial (CGPJ). Encara que el Consell General va reconèixer que la discriminació que existia contra els homosexuals no podia ser tolerada, era crític sobre l'ampliació del matrimoni cap a parelles del mateix sexe (inclosos els col·laterals de l'adopció). Va sostenir que l'ampliació no era exigida per la Constitució, i que l'acabament d'aquesta discriminació podria aconseguir-se a través d'altres mitjans legals, com l'ampliació de les unions civils.
Tot i aquest informe negatiu, el Govern va presentar el projecte de llei al Congrés l'1 d'octubre de 2004. Amb l'excepció del Partit Popular i els membres d'Unió Democràtica de Catalunya (que formava part de CiU), els partits parlamentaris van donar suport a la reforma. El 21 d'abril de 2005, el Congrés va aprovar el projecte de llei, amb 183 sís, 136 nos i 6 abstencions (entre ells un membre del Partit Popular). El projecte de llei per permetre matrimonis del mateix sexe a Espanya va ser breu: va afegir un nou paràgraf a l'article 44 del codi civil, dient que «el matrimoni tindrà els mateixos requisits i efectes, independentment de si les persones que intervenen tenen el mateix o diferent sexe».

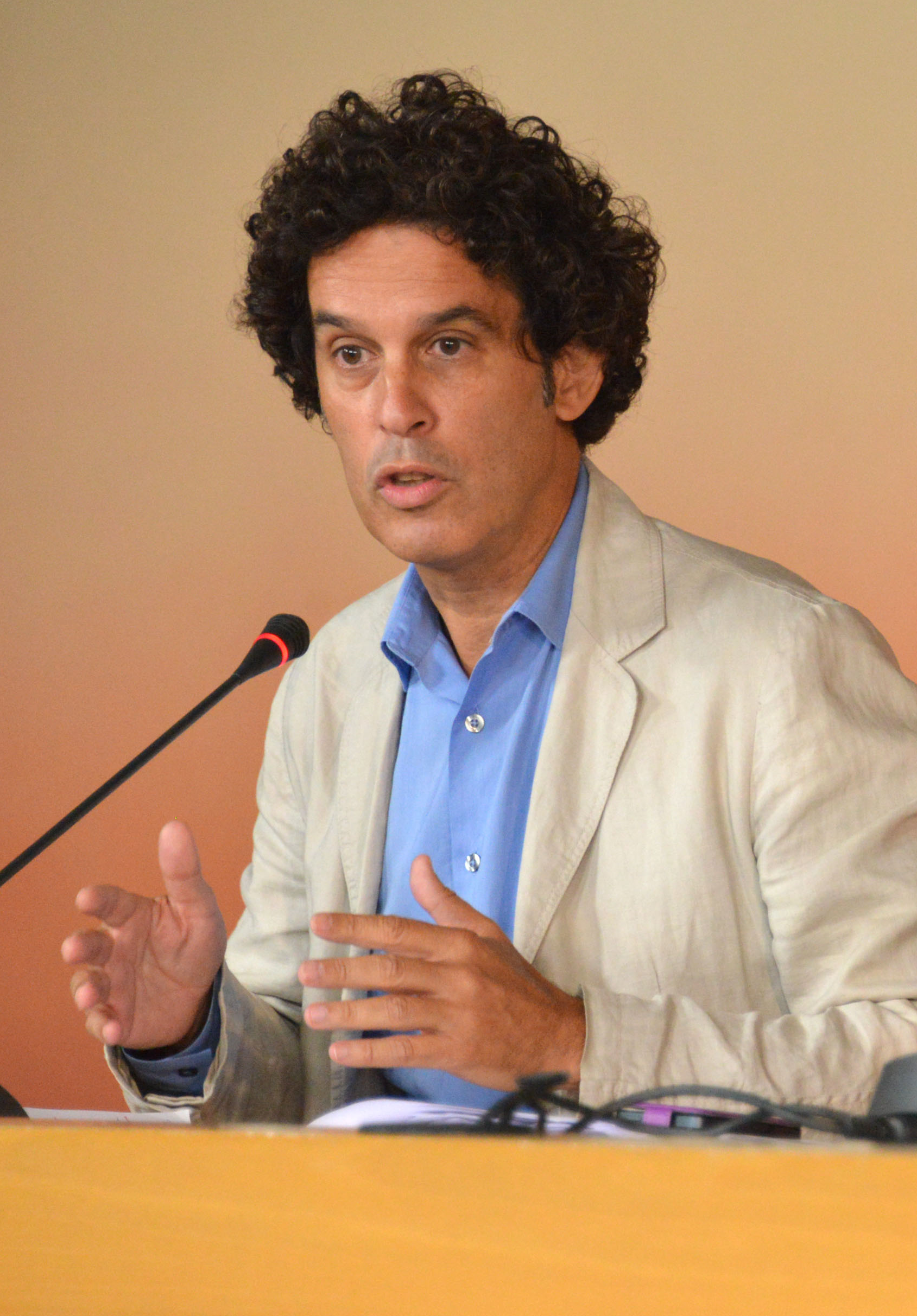
El polític Pedro Zerolo va ser un dels majors promotors de l'ampliació del dret al matrimoni i l'adopció de parelles homosexuals al país.

En conformitat amb les disposicions constitucionals, el text aprovat pel Congrés es va presentar a continuació al Senat per a la seva aprovació definitiva, el canvi o veto. El 21 de juny de 2005, els experts van ser cridats al Senat per debatre el tema. Les opinions dels experts van ser diverses: alguns van assenyalar que l'adopció gai no té cap efecte sobre el desenvolupament d'un nen, a excepció potser d'una major tolerància cap a l'homosexualitat. No obstant això, el psiquiatre Aquilino Polaino, convocat pel Partit Popular en qualitat d'expert, va anomenar l'homosexualitat una patologia i el va qualificar de trastorn emotiu. Entre altres afirmacions que van generar debat, va afirmar que «molts homosexuals tenen antecedents de violació i abusos des de la infància» i que els homosexuals en general provenen de famílies amb pares i mares «hostils, alcohòlics i distants», que eren «sobreproteccionistes» amb els nens i «freds» amb les nenes. Membres prominents del Partit Popular van rebutjar després les afirmacions de Polaino.
El Senat va vetar el text presentat pel Congrés. El veto va ser proposat pel Partit Popular, que tenia la majoria dels escons, i per Unió Democràtica de Catalunya, i va ser aprovat per 131 sís, 119 nos i 2 abstencions. Com a resultat d'això, el text va ser enviat de nou al Congrés. El 30 de juny de 2005 va ser aprovat pel Congrés, que, de conformitat amb les disposicions constitucionals, està per sobre del veto del Senat. Això es va aconseguir amb 187 vots a favor (entre ells una diputada del Partit Popular, Celia Villalobos), 147 vots en contra i 4 abstencions. L'aixecament del veto implicava l'aprovació de la llei. Després de la votació, Zapatero inesperadament va prendre la paraula al Parlament per parlar en el seu suport, dient «estem ampliant les oportunitats per a la felicitat dels nostres veïns, els nostres col·legues, els nostres amics i els nostres parents. Al mateix temps, estem construint una societat més decent». Mariano Rajoy, el líder de l'oposició Partit Popular, se li va negar l'oportunitat de dirigir-se al Parlament després de l'aparició de Zapatero, i va acusar Zapatero de dividir la societat espanyola.
Quan els mitjans de comunicació van demanar al Rei Joan Carles si anava a aprovar el projecte de llei que s'estava debatent a les Corts Generals, va respondre que ell era el Rei d'Espanya, no de Bèlgica (una referència al rei Balduí I de Bèlgica, que es va negar a signar la legislació belga que va legalitzar l'avortament). Efectivament, Joan Carles I sancionà la Llei 13/2005, en compliment de les previsions constitucionals. La llei va ser publicada al Butlletí Oficial de l'Estat el dia 2 de juliol de 2005, i va entrar en vigor l'endemà, 3 de juliol de 2005.

## Reaccions
Una enquesta estatal realitzada pel Centre d'Investigacions Sociològiques, publicada l'abril de 2005, va informar que el 66% dels espanyols estaven d'acord amb la legalització dels matrimonis del mateix sexe. Una altra enquesta duta a terme per l'Instituto Opina, un dia abans de l'aprovació de la llei, indicava que un 62,1% donava suport al matrimoni homosexual i un 49,1% donava suport a l'adopció per part de parelles del mateix sexe. Una altra enquesta també realitzada per Instituto Opina nou mesos després indicava que el suport era del 61%.
No obstant això, l'aprovació del projecte de llei va ser rebuda amb preocupació per part de les autoritats catòliques, inclòs el Papa Joan Pau II, que va advertir un debilitament dels valors de la família, com també ho ha fet el seu successor el Papa Benet XVI. El cardenal Alfonso López Trujillo, aleshores president del Consell Pontifici per a la Família, va dir que l'Església estava fent una crida urgent a la llibertat de consciència per als catòlics i va apel·lar que es resistissin a la llei. També va dir que totes les professions relacionades amb l'execució dels matrimonis del mateix sexe s'havien d'oposar, encara que això signifiqués perdre la feina. Una enquesta va mostrar que tres quartes parts dels espanyols creuen que la jerarquia de l'Església no està en contacte amb la realitat social.
El president Zapatero va respondre a les crítiques de l'Església dient:
| « | No hi ha cap amenaça a la institució del matrimoni, sinó precisament el contrari: aquesta llei reconeix i valora matrimoni. Conscient que algunes persones i institucions estan en profund desacord amb aquest canvi legal, vull dir que igual que altres reformes al codi de matrimoni anterior a aquesta, aquesta llei no generarà mals resultats, que la seva única conseqüència serà la d'evitar el patiment sense sentit d'humans els éssers. Una societat que evita el patiment sense sentit dels seus ciutadans és una societat millor. En qualsevol cas, desitjo expressar el meu profund respecte a les persones i institucions, i també vull demanar el mateix respecte per tots aquells que d'acord amb aquesta llei. Per als homosexuals que han tolerat l'abús personal i insults durant molts anys, els demano que s'afegeix a la valentia que ha demostrat en la seva lluita pels drets civils, un exemple de generositat i alegria pel que fa a totes les creences. | » |

El 19 de juny de 2005 hi va haver una protesta pública contra la llei. Els manifestants - dirigits per membres del Partit Popular, els bisbes espanyols i el Fòrum Espanyol de la Família - van dir que havien reunit 1,5 milions de persones contra el que consideraven un atac a la família tradicional; la Delegació del Govern a Madrid va comptabilitzar 166.000 persones. Dues setmanes després d'aquesta protesta, coincidint amb el Dia de l'Orgull LGBT, FELGT (Federació Estatal de Lesbianes, Gais, Transsexuals i Bisexuals) estima que dos milions de persones es van manifestar a favor de la nova llei, fonts policials van comptabilitzar 97.000 persones.
Els bisbes espanyols també van afirmar que el govern, mitjançant l'ampliació del dret de matrimoni a parelles del mateix sexe, havia debilitat el sentit del matrimoni, que defineixen com una participació d'una parella heterosexual. El Fòrum Espanyol de la Família va expressar la seva preocupació per la possibilitat que parelles homosexuals poguessin adoptar i criar nens, i van argumentar que l'adopció no és un dret dels pares, sinó de l'adoptat. Associacions gais van respondre que l'adopció de facto per part de parelles del mateix sexe havia existit durant molt de temps a Espanya, ja que en moltes parelles un dels membres adoptava el fill de la seva parella. L'adopció per part de parelles homosexuals ja era legal a Navarra, Astúries, Aragó, País Basc i Catalunya. Aquestes associacions també van argumentar que no hi havia base científica sobre que l'orientació sexual dels pares poguera causar problemes de desenvolupament en els nens adoptats; opinió que coincideix amb la postura del Col·legi Oficial de Psicòlegs, que també afirma que l'homosexualitat no és una patologia.
En una biografia de 2008, la Reina Sofia d'Espanya va posar de manifest que preferia el terme "unió civil" al de "matrimoni" per a les relacions compromeses entre persones del mateix sexe. Aquesta i altres observacions fetes per la reina van acabar amb crítiques cap a la monarquia espanyola, per la qual cosa el Palau de la Zarzuela va emetre una disculpa en nom de la reina per les "inexactes" cites atribuïdes a la seva persona. Antonio Poveda, president de la FELGT, va dir que la seva organització va acceptar les disculpes de la reina, però va afegir que encara hi ha malestar en la comunitat gai pels comentaris de la reina.
Durant les eleccions generals de 2011, el líder del Partit Popular i futur president espanyol Mariano Rajoy digué que prefereix el terme "unió civil" pel matrimoni de parelles homosexuals.

## Recursos a la llei
El 21 de juliol de 2005, una jutgessa de la ciutat de Dénia es va negar a expedir una llicència de matrimoni a una parella de lesbianes. La jutgessa també va presentar una qüestió d'inconstitucionalitat contra la llei de matrimoni entre persones del mateix sexe davant el Tribunal Constitucional basant-se en l'article 32 de la Constitució Espanyola que conté la frase els homes i les dones tenen dret a contreure matrimoni amb plena igualtat jurídica.» A l'agost un jutge de Gran Canària negava la llicència a tres parelles i va presentar una altra qüestió d'inconstitucionalitat. Al desembre de 2005, el Tribunal Constitucional va rebutjar els dos recursos presentats pels dos jutges, perquè va considerar que no estaven facultats per promoure qüestions d'inconstitucionalitat. Al setembre, el partit de l'oposició, el Partit Popular, va iniciar un recurs d'inconstitucionalitat, causant divisió en el partit. El 27 de febrer de 2007, el Fòrum Espanyol de la Família va presentar una iniciativa signada per 1,5 milions de persones per legislar el matrimoni com la unió entre un home i una dona només i, per tant, la prohibició efectiva de matrimonis del mateix sexe. La iniciativa va ser rebutjada pel Congrés espanyol. El 30 de maig de 2007, la citada jutgessa de Dénia va ser condemnada per la Comissió Disciplinària del Consell General del Poder Judicial (CGPJ) a pagar 305 euros per negar-se a casar una parella gai i també va ser estrictament advertida a no fer-ho de nou. Ella atribueix aquesta acció del CGPJ a la «màquina propagandística» del govern.

## Qüestions de residència
| Homosexualitat legal Matrimoni homosexual1 Algun tipus d'unió civil1 Matrimoni reconegut però no realitzat1 Parella de fet Unions homosexuals no reconegudes | Homosexualitat criminalitzada/restringida Restriccions de llibertat d'expressió Pena sense aplicació Pena de presó Fins a cadena perpètua Pena de mort |

Poc després de l'aprovació de la llei, van sorgir dubtes sobre la condició jurídica del matrimoni per als no espanyols després que un espanyol i un indi residents a Catalunya se'ls va negar una llicència de matrimoni al·legant que l'Índia no permet els matrimonis entre persones del mateix sexe. No obstant això, el 22 de juliol de 2005 un altre jutge a Catalunya va casar una dona espanyola i la seva companya argentina (el primer matrimoni del mateix sexe entre dones a Espanya). Aquest jutge no va estar d'acord amb la decisió de l'altre jutge i va donar preferència al dret de matrimoni per sobre la legislació argentina, que llavors no permetia el matrimoni homosexual (va aprovar el matrimoni homosexual el 15 de juliol de 2010).
El 27 de juliol de 2005, la Junta de Fiscals de Sala (organisme que assessora el Ministeri de Justícia) va emetre un dictamen en què els espanyols homosexuals podien casar-se amb estrangers originaris de països que no permeten el matrimoni homosexual. Aquest matrimoni seria vàlid d'acord amb la llei espanyola, però no implica automàtica validesa al país d'origen de la parella estrangera.
D'acord amb les instruccions del Ministeri de Justícia (Direcció General dels Registres i Notariat), els consolats espanyols a l'exterior podran realitzar els tràmits preliminars per a un matrimoni entre persones del mateix sexe, si almenys un dels membres és ciutadà espanyol resident a la demarcació consular. No obstant això, el mateix matrimoni només es pot realitzar al consolat si les lleis locals reconeixen els matrimonis entre persones del mateix sexe (com és el cas dels consolats espanyols a Boston, Brussel·les, la Haia, Amsterdam, Oslo, Toronto, Mont-real, Ottawa, Ciutat del Cap, Pretòria i Estocolm). En els altres casos, la parella haurà de casar-se en territori espanyol. Dues persones no residents no poden contraure matrimoni a Espanya, ja que almenys un dels membres ha de ser resident espanyol, encara que no tingui la nacionalitat espanyola.

## Estadístiques

Taxes de matrimoni homosexual a Espanya l'any 2008
0,127 - 0,060
0,060 - 0,040
0,040 - 0,020
0,020 - 0,013

Segons l'Institut Nacional d'Estadística (INE), 19.643 matrimonis del mateix sexe es van dur a terme fins a finals de 2010: 1.275 al 2005, 4.574 al 2006, 3.250 al 2007, 3.549 al 2008, 3.412 al 2009 i 3.583 el 2010.
| Any                  | Matrimonis entre homes | Matrimonis entre dones | Total mat. homosexuals | Total mat. | % mat. homosexuals |
| -------------------- | ---------------------- | ---------------------- | ---------------------- | ---------- | ------------------ |
| 2005 (des de juliol) | 923                    | 352                    | 1.275                  | 120.728    | 1,06               |
| 2006                 | 3.190                  | 1.384                  | 4.574                  | 211.818    | 2,16               |
| 2007                 | 2.180                  | 1.070                  | 3.250                  | 203.697    | 1,60               |
| 2008                 | 2.299                  | 1.250                  | 3.549                  | 196.613    | 1,81               |
| 2009                 | 2.212                  | 1.200                  | 3.412                  | 175.952    | 1,94               |
| 2010                 | 2.216                  | 1.367                  | 3.583                  | 170.815    | 2,10               |
| 2011                 | 2.293                  | 1.587                  | 3.880                  | 163.085    | 2,38               |
| 2012                 | 2,179                  | 1,655                  | 3,834                  | 168.835    | 2,27               |
| 2013                 | 1.648                  | 1.423                  | 3.102                  | 155.098    | 2,00               |
| 2014                 | 1.679                  | 1.596                  | 3.275                  | 159.279    | 2,06               |
| 2015                 | 1.925                  | 1.813                  | 3,738                  | 165,172    | 2,26               |

La majora dels matrimonis homosexuals l'any 2009 van tenir lloc a: Catalunya, amb 895 casaments (3,24% de tots els matrimonis a la comunitat); Comunitat de Madrid, 547 (2,77%); Andalusia, 455 (1,35%); Comunitat Valenciana, 427 (2,34%); i Illes Canàries, 224 (3,70%).
El 25 de juliol de 2007, la Fundació BBVA va publicar el seu informe retrat social dels espanyols, que deia que el 60% la població d'Espanya recolza els matrimonis entre persones del mateix sexe. Aquest suport es dona principalment entre la població més jove, entre 15 i 34 anys (75%), les persones amb educació superior (71%), la gent que no pertany a cap religió (75,5%), i les persones identificades amb punts de vista d'esquerra i centreesquerra (71,9%). No obstant això, només el 44% de la població està d'acord amb l'adopció per part de parelles homosexuals, en contrast amb l'oposició del 42%.
Una enquesta duta a terme el 2011 va revelar que un 56% dels ciutadans es mostraven a favor que les unions entre persones del mateix sexe s'anomenessin matrimoni i que poguessin adoptar fills.

## Casaments notables
Des de la legalització el 2005, les parelles d'una secció transversal de la societat espanyola han dut a terme casaments homosexuals. Durant el primer any de la llei, un influent líder del Partit Socialista Obrer Espanyol (PSOE), Pedro Zerolo es va casar amb Jesús Santos al gener, i el popular presentador de televisió Jesús Vázquez va contraure matrimoni amb Roberto Cortés al març. A l'octubre de 2005, el prominent jutge Fernando Grande-Marlaska es va casar amb Gorka Gomez. L'agost de 2006 Pepe Araujo regidor d'Ourense del Partit Popular (PP), partit que s'oposa a la llei, es casava amb Nino Crespo. El mes posterior Alberto Linero Marchena i Alberto Sánchez Fernández, soldats de l'exèrcit assignats a la Base Aèria de Morón, prop de Sevilla, van ser el primer matrimoni homosexual del personal militar.
L'agost del 2008, Luisa Isabel Álvarez de Toledo, Duquessa de Medina Sidonia i tres cops Gran d'Espanya (coneguda com la Duquessa Roja), es va casar amb Liliane Marie Dahlmann. D'aquesta forma Luisa Isabel es va convertir en la noble espanyola de més alt rang en casar-se amb una persona del mateix sexe. El matrimoni va ser in articulo mortis (en el moment de la mort), i actualment Liliane ostenta el títol de Duquessa víuda de Medina Sidonia pel dret de la seva difunta esposa.